# Peter Manley
Peter Manley (London, 1962. március 7. –) angol dartsjátékos. 1995 és 1996 között a British Darts Organisation, majd 1996-tól 2017-ig a Professional Darts Corporation tagja. 1999-ben, 2002-ben és 2006-ban világbajnoki döntőt játszott a PDC-nél. Beceneve "One Dart".

## Pályafutása

### PDC
Manley 1996-ban debütált a PDC World Matchplay tornán, ahol az első meccsén 5–2-es győzelmével továbbjutott Paul Cook ellen, majd a legjobb 32 között Dave Kelly ellen is 8–2-re, végül a legjobb 16 között 8–3-as vereséget szenvedett Jamie Harvey-tól.
Első világbajnokságán 1998-ban a negyeddöntőig sikerült eljutnia, ahol Dennis Priestley-től kapott ki 4–3-ra. 
Az 1999-es vb-n sikerült eljutnia a döntőig, ahol 6–2-re kapott ki Phil Taylor-tól, aki sorozatban az ötödik PDC világbajnoki címét szerezte meg. Ebben az évben a World Matchplay-en is döntőt játszott, ahol 19–17-re kapott ki Rod Harrington-tól.
2000-ben Manley számára az elődöntő volt a végállomás a vb-n, miután Priestley 5–2-re legyőzte és bejutott a döntőbe.
A következő vb-n (2002) Manley újra döntőbe került, ahol ezúttal 7–0-ra kapott ki Taylortól.
2003-ban megszerezte első nagytorna győzelmét a Las Vegas Desert Classic-on, ahol 16–12-re tudta legyőzni a kanadai John Part-ot. Ebben az évben a vb-n csak a második körig jutott, ahol Simon Whitlock-tól kapott ki 4–1-re. A következő két vb-n először a negyeddöntőig, majd a harmadik körig jutott. 2006-ban sikerült újra eljutnia a világbajnoki fináléba. Harmadik vb-döntőjén is Taylor volt az ellenfele, aki ugyanúgy mint 2002-ben, 7–0-ra győzte le Manleyt és szerezte meg tizenegyedik PDC vb-címét (összességében már a tizenharmadikat).
Manley ezután még 2010-ig vett részt a világbajnokságokon, de korábbi jó eredményeit már nem sikerült megismételnie.
2012-ben Pro Tour kártya hiányában elvesztette lehetőségeit annak, hogy a PDC tornáin elinduljon. Bár 2012-től kezdve 2017-ig folyamatosan elindult a Q-School-ban, hogy újra Pro Tour kártyát szerezzen, egyszer sem sikerült neki. 2017-ben visszavonult az aktív sporttól.
Manley 2012-től kezdve a Darts Játékosok Szövetségének elnökeként is tevékenykedik.

## Világbajnoki szereplései

### PDC
- 1998: Negyeddöntő (vereség  Dennis Priestley ellen 3–4)
- 1999: Döntő (vereség  Phil Taylor ellen 2–6)
- 2000: Elődöntő (vereség  Dennis Priestley ellen 2–5)
- 2001: Első kör (vereség  Jamie Harvey ellen 2–3)
- 2002: Döntő (vereség  Phil Taylor ellen 0–7)
- 2003: Második  kör (vereség  Simon Whitlock ellen 1–4)
- 2004: Negyeddöntő (vereség  Bob Anderson ellen 2–5)
- 2005: Harmadik kör (vereség  Josephus Schenk ellen 2–4)
- 2006: Döntő (vereség  Phil Taylor ellen 0–7)
- 2007: Második kör (vereség  Wynand Havenga ellen 3–4)
- 2008: Negyeddöntő (vereség  Kirk Shepherd ellen 4–5)
- 2009: Első kör (vereség  Mensur Suljović ellen 2–3)
- 2010: Második kör (vereség  Mark Webster ellen 2–4)

### WSDT
- 2022: Második kör (vereség  Phil Taylor ellen 1–3)
- 2023: Első kör (vereség  Scott Mitchell ellen 0–3)

## Döntői

### PDC nagytornák: 5 döntős szereplés
| Történet                       |
| PDC Világbajnokság (0–3)       |
| World Matchplay (0–1)          |
| Las Vegas Desert Classic (1–0) |

| Eredmény | Sorszám | Év   | Bajnokság                | Ellenfél a döntőben | Eredmény  |
| Döntős   | 1.      | 1999 | PDC Világbajnokság       | Phil Taylor         | 2–6 (sz)  |
| Döntős   | 2.      | 1999 | World Matchplay          | Rod Harrington      | 17–19 (l) |
| Döntős   | 3.      | 2002 | PDC Világbajnokság       | Phil Taylor         | 0–7 (sz)  |
| Győztes  | 1.      | 2003 | Las Vegas Desert Classic | John Part           | 16–12 (l) |
| Döntős   | 4.      | 2006 | PDC Világbajnokság       | Phil Taylor         | 0–7 (sz)  |

### Független nagytornák: 1 döntős szereplés
| Eredmény | Sorszám | Év   | Bajnokság        | Ellenfél a döntőben   | Pontok   |
| Döntős   | 1.      | 2007 | Masters of Darts | Raymond van Barneveld | 0–7 (sz) |

## További tornagyőzelmei
| UK Open Regionals/Qualifiers - UK Open Regional (MID): 2003 - UK Open Regional (NOE): 2003 - UK Open Regional (SCO): 2002 - UK Open Regional (WAL): 2003 | - Canadian Open: 2000 - England Open: 1999 - French Open: 1998 - Ireland Open Spring Classic: 2001 - Irish Masters: 2004 - Isle of Man Open: 1998, 2004 - Le Skratch Montreal Open: 2000 - North American Open: 1997 - Open Holland Masters: 2007 - PDC Eastbourne Open: 2003 - PDC Northern Ireland Open: 2001 - Sunparks Masters: 2002 - Vauxhall Autumn Open: 2005 |